# Guerra delle caste
La Guerra delle Caste ebbe inizio dalla rivolta del popolo Maya della Penisola dello Yucatán contro la popolazione di discendenza europea, chiamata Yucatecos. Quest'ultima controllava da tempo la politica e l'economia della regione. Una lunga guerra si instaurò tra le forze yucateche del nordovest della penisola dello Yucatán e quelle Maya del sudovest. Tra i due belligeranti vi furono regolari incursioni.
Negli anni 1850 il Regno Unito riconobbe lo stato Maya a causa del valore dei suoi commerci con l'Honduras britannico (oggi Belize). Inoltre, dal 1867, i Maya occupavano parti della zona occidentale dello Yucatán, compreso il dipartimento di Petén, ove le tribù Xloschá e Macanché erano loro alleate. Dal cambiamento della politica della Gran Bretagna ebbero origine crescenti investimenti in Messico e nel 1893, fu firmato un nuovo trattato con il governo nazionale, riconoscendone il controllo di tutto lo Yucatán, formalizzando i confini con l'Honduras britannico e chiudendo le colonie inglesi ai commerci con Chan Santa Cruz, la capitale dei Maya.
La guerra terminò ufficialmente nel 1901, quando l'esercito messicano occupò Chan Santa Cruz e sottomise la zona circostante. Un'altra fine ufficiale avvenne nel 1915, quando il generale Salvador Alvarado fu inviato a sottomettere il territorio. Egli introdusse riforme dalla Rivoluzione che posero fine ad alcune delle lamentele. Comunque, scaramucce con piccoli insediamenti che rifiutavano di riconoscere il controllo messicano continuarono fino al 1933. I non appartenenti alla popolazione Maya rischiavano la vita se si avventuravano nella giungla, spazio ampiamente controllato dai Maya.

## Antefatti
Ai tempi dell'Impero spagnolo, la popolazione dello Yucatán (come gran parte di quella della Nuova Spagna) viveva sotto un sistema legale di caste: in cima vi erano i peninsulari, cioè coloro che erano nati in Spagna, al livello subito sottostante vi erano i creoli, nati in America ma discendenti diretti degli spagnoli (oggi il termine si applica nel linguaggio corrente ai meticci), seguivano i meticci, individui che nascevano dall'incrocio fra i conquistadores o coloni europei tipicamente spagnoli e portoghesi, e le popolazioni amerindie indigene precolombiane e al livello più basso vi erano gli altri nativi locali, gli indios.
La popolazione indigena era concentrata particolarmente nella regione tra Campeche e Mérida, nota come Camino Real. I Maya superavano numericamente i gruppi di discendenti europei per tre a uno nello Yucatan, ma all'est questo rapporto era più vicino al cinque a uno. All'est le élite mantenevano la più rigida disciplina e controllo sulla popolazione Maya. La Chiesa, in genere alleata con le classi più forti, aveva anche un ruolo preponderante dove l'organizzazione militare era più forte.
Durante la guerra d'indipendenza del Messico la intelligencija dello Yucatán guardava agli eventi del nord. Dopo il 1820 essi organizzarono la loro resistenza alla Spagna, formando la Confederazione Patriottica, che nel 1821 dichiarò l'indipendenza dalla Spagna. Successivamente la Confederazione si unì all'Impero messicano nello stesso anno; nel 1823 essa divenne parte del governo federale messicano come Repubblica federale dello Yucatán. Il governo della repubblica messicana tendeva alla centralizzazione, cosa mal tollerata dalle popolazioni di frontiera.
Verso la fine del decennio successivo, molte province si ribellarono al governo centrale, tra le quali il Guatemala a sud e il Texas a nord (che verrà poi annesso agli Stati Uniti). Per affrontare i costi della guerra contro il Texas il governo nazionale impose una serie di tasse, compresa quella doganale sulle importazioni di numerosi beni. Furono anche tassati i movimenti di beni locali.
In risposta a ciò, il 2 maggio 1839, un movimento federalista condotto da Santiago Imán creò un governo alternativo a Tizimín, che presto conquistò Valladolid, Espita, Izamal e infine Mérida, sulla penisola dello Yucatán. Per aumentare le proprie forze, Imán fece appello alle popolazioni indigene Maya, fornendo loro armi per la prima volta dalla Conquista. Egli promise loro che avrebbe loro assegnato terre libere da tasse e sfruttamento. Con il loro sostegno egli prevalse in battaglia e nel febbraio 1840, Imán proclamò il ritorno dello Yucatán al regime federale e poi nel 1841 ne proclamò una repubblica indipendente.
Ma Antonio López de Santa Anna, come capo del governo messicano, non accettò questa indipendenza; egli invase lo Yucatán nel 1842, stabilendo un blocco, ma le forze messicane non riuscirono nel tentativo di occupare Campeche o Mérida, e si ritirarono a Tampico.
Mentre lo Yucatán combatteva contro l'autoritarismo messicano, la sua popolazione si divideva in due fazioni: una, con sede in Mérida, era guidata da Miguel Barbachano, che spingeva per la integrazione con il Messico, l'altra fazione era guidata da Santiago Méndez Ibarra, con sede a Campeche. Méndez temeva che l'integrazione avrebbe esposto la regione agli attacchi degli Stati Uniti d'America, mentre la tensione incombeva sul confine settentrionale (e presto sarebbe sfociata nella guerra messico-statunitense).
Nel 1847 la Repubblica dello Yucatán aveva in effetti due capitali in due città. Allo stesso tempo, nella loro battaglia contro il governo centrale, entrambi i leader avevano integrato numerosi Maya nel loro esercito come soldati. Il Maya, avendo ottenuto le armi nel corso della Guerra, decisero di non deporle più.

## La guerra incomincia

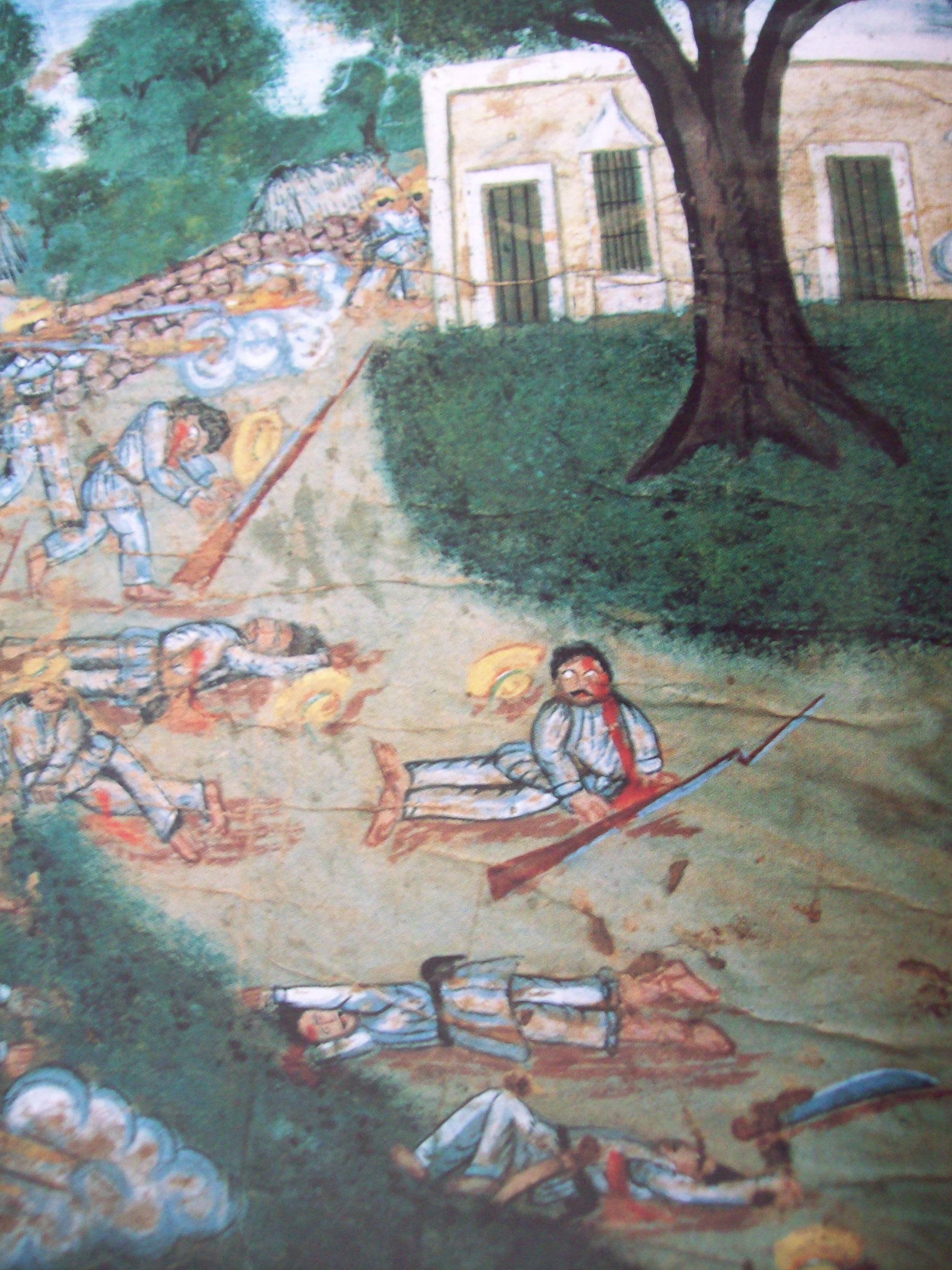
Dipinto ad olio della Guerra delle Caste, 1850 circa

La guerra pareva svolgersi in difesa delle terre pubbliche degli indiani Santa Cruz contro l'espansione delle proprietà private, che aveva accompagnato il boom nella produzione di henequen, o agave, un'importante fibra utilizzata per fabbricare cordami. Dopo averne scoperto il valore, dal 1833 gli spagnoli Yucateco ne svilupparono le piantagioni per una produzione su larga scala. Non molto dopo il boom dello henequen, il boom della produzione di zucchero portò un ancor maggiore benessere alla classi agiate. Queste espandettero le loro piantagioni di zucchero e di henequen sconfinando nelle terre comuni dei Maya e abusavano dei lavoratori maya, maltrattandoli e sottopagandoli. Nelle loro corrispondenze con l'Honduras Britannico (Belize), i capi ribelli Maya citavano spesso la imposizione fiscale eccessiva come causa prima della guerra. Jacinto Pat, ad esempio, scrisse nel 1848 che:
(Jacinto Pat a Edward Rhys e John Kingdom, 18 febbraio 1848, in Terry Rugeley, ed. e trad. Maya Wars: Ethnographic Accounts from Nineteenth Century Yucatan, (Norman, 2001) p. 51.)
Il compagno di Pat, Cecilio Chi, aggiunse nel 1849 quelle promesse fatte dal ribelle Santiago Imán, che "la liberazione degli Indiani dai pagamenti di contributi" era il motivo della resistenza al governo centrale. Ma Imán continuò a imporre tali tasse.
Nel giugno 1847, Méndez apprese che una grossa forza armata Maya con rifornimenti si era raccolta vicino a Vallodolid al "Culumpich", una proprietà di Jacinto Pat, il batab (capo) Maya. Temendo una rivolta, Méndez arrestò Manuel Antonio Ay, il capo principale dei Maya di Chichimilá, lo accusò di programmare una rivolta e lo fece giustiziare sulla piazza principale di Vallodolid. Alla ricerca di altri insorti, Méndez bruciò la città di Tepich e sottomise i suoi abitanti. Nei mesi successivi molte città Maya furono saccheggiate e molte persone uccise senza motivo.
Cecilio Chi, il capo Maya di Tepich, insieme a Jacinto Pat attaccarono Tepich il 30 luglio 1847. Per reazione al massacro indiscriminato dei Maya, Chi ordinò che tutta la popolazione non Maya fosse uccisa. Nella primavera del 1848 le forze Maya avevano conquistato gran parte dello Yucatán, con l'eccezione di Campeche e diMérida e della costa sud-ovest. Nella sua lettera del 1849, Cecilio Chi notava che Santiago Méndez Ibarra era venuto a "mettere a morte ogni indiano, piccolo o grande", ma che i Maya avevano risposto a tono. Egli scrisse che grazie a Dio e alla fortuna una gran parte dei bianchi più degli indiani era morta.
Le truppe yucateche tenevano la strada che collegava Mérida con il porto di Sisal. Il governatore dello Yucatán, Miguel Barbachano, aveva preparato un decreto di evacuazione di Mérida, ma apparentemente lo pubblicò in ritardo a causa della carenza di carta su cui stamparlo nella capitale assediata. Tuttavia il decreto divenne inutile quando le truppe repubblicane ruppero improvvisamente l'assedio e assunsero l'offensiva con maggior successo.
Il governatore dello Yucatán Barbachano cercò alleati dappertutto potesse trovarli, inviando rappresentanti a Cuba per cercare l'aiuto della Spagna, in Giamaica, per ottenere aiuti dal Regno Unito e negli Stati Uniti, ma nessuno di questi stati stranieri intervenne. Negli Stati Uniti la situazione nello Yucatán fu discussa al Congresso, ma nessuno aveva la volontà di combattervi.
Successivamente, Barbachano rientrò a Città del Mexico e accettò di tornare sotto la sovranità del Messico. Lo Yucatán fu ufficialmente riunificato al Messico il 17 agosto 1848. Le forze yucateche si radunarono, aiutate da nuove armi, denaro e truppe da Città del Messico e respinsero i Maya da oltre metà dello stato. Nel 1850 i Maya occuparono due distinte regioni nel sudest. Negli anni 1850 si ebbe uno stallo, con il controllo del sudest ai Maya e degli Yucatechi nel nordovest e una giungla di frontiera con popolazione rada tra i due.
Nel 1850 i Maya del sudest furono ispirati a continuare a battersi dall'apparizione della Talking Cross (Croce parlante). Si credette che questa apparizione fosse il modo con cui Dio comunicava con i Maya, dicendo loro di continuare la guerra. Chan Santa Cruz (Piccola Santa Croce) divenne il centro politico e religioso della resistenza Maya e la ribellione fu intrisa di significato religioso. La maggior parte degli stati Maya indipendenti fu chiamata Chan Santa Cruz, come la città capitale (oggi chiamata Felipe Carrillo Puerto nel Quintana Roo). I seguaci della Croce erano noti come Cruzob.
Il governo dello Yucatán dichiarò terminata la guerra nel 1855, ma le sue speranze di pace erano premature. Vi furono regolari scaramucce e occasionali assalti con morti da entrambe le parti nei territori dell'altro. Il Regno Unito riconobbe de facto Chan Santa Cruz Maya come nazione indipendente, grazie ai maggiori commerci tra Chan Santa Cruz e l'allora Honduras britannico (oggi Belize).

## L'indipendenza dei Maya
Lo stato di Chan Santa Cruz, stendendosi dal nord di Tulum al confine con il Belize e a una considerevole distanza all'interno, era la più ampia comunità indipendente Maya del periodo, ma non la sola.
José María Echeverría, un sergente dell'esercito preso prigioniero dai Maya, risiedette nella città dal 1851 al 1853. Egli riportò più tardi che vi erano circa 200 Maya e 200 bianchi, tutti ben armati e apparentemente combattenti insieme. I bianchi avevano il loro comandante, un uomo di carnagione rossastra. Essi avevano anche parecchie comunità esterne sotto il loro controllo: una con 100 persone e le altre di consistenza numerica ignota. Un visitatore inglese nel 1858 pensava che i Maya avessero 1500 combattenti in tutto. Egli osservò che essi portavano con loro la Santa Croce e che i loro preti erano personaggi eminenti nella società.
La comunità Ixcanha Maya contava una popolazione di circa 1000 persone, che rifiutarono l'armistizio con il cattolicesimo.
Negli anni di armistizio, gli Ixcanha concordarono su una ricognizione formale del governo messicano in cambio di alcune armi da fuoco per difendere sé stessi dalle incursioni di Cruzob e la promessa che il governo messicano li avrebbe lasciati in pace. Città del Messico concesse agli Ixcanha l'autonomia di governo durante il 1894 (a seguito di un trattato con il Regno Unito che riconobbe l'autorità messicana sullo Yucatán), essendo più preoccupato per Chan Santa Cruz.
Un altro gruppo importante furono gli Icaiche Maya, che dominarono le giungle del basso centro della penisola. Negli anni 1860, sotto il loro capo Marcus Canul, essi combatterono contro i Messicani, i Cruzob e gli Inglesi dal vicino insediamento dell'Honduras Britannico. Marcus Canul e l'Icaiche Maya sconfissero le truppe britanniche il 21 dicembre 1866 nella battaglia di San Pedro Yalbac. Nel 1867 gli inglesi compirono un raid di rappresaglia con armi tra le quali vi erano razzi incendiari che appiccarono fuoco alle case di Icaiche da grande distanza, per spaventare i residenti. I Maya in breve presero Corozal Town e il loro ultimo, grande attacco ebbe luogo il 1º settembre 1872, quando Canul fu mortalmente ferito nella battaglia di Orange Walk. I nuovi capi Icaiche promisero rispetto e amicizia ai britannici. Essi presto conclusero un accordo con il governo centrale messicano simile a quello degli Ixcanha. Anni dopo la Belize Estate and Produce Company (BEC) diede inizio a una serie di campagne per rimuovere con la forza i Maya dalla zona Yalbac.
Negoziati nel 1883 condussero l'11 gennaio 1884 a Belize a un trattato tra un generale di Chan Santa Cruz e il vice-governatore dello Yucatán. Fu riconosciuta la sovranità messicana su Chan Santa Cruz in cambio del riconoscimento da parte del Messico del capo di Chan Santa Cruz, Crescencio Poot, come governatore dello Stato di Chan Santa Cruz. L'anno successivo in Chan Santa Cruz ebbe luogo un colpo di Stato e il governo dichiarò nullo il trattato.

## XX secolo e fine della guerra

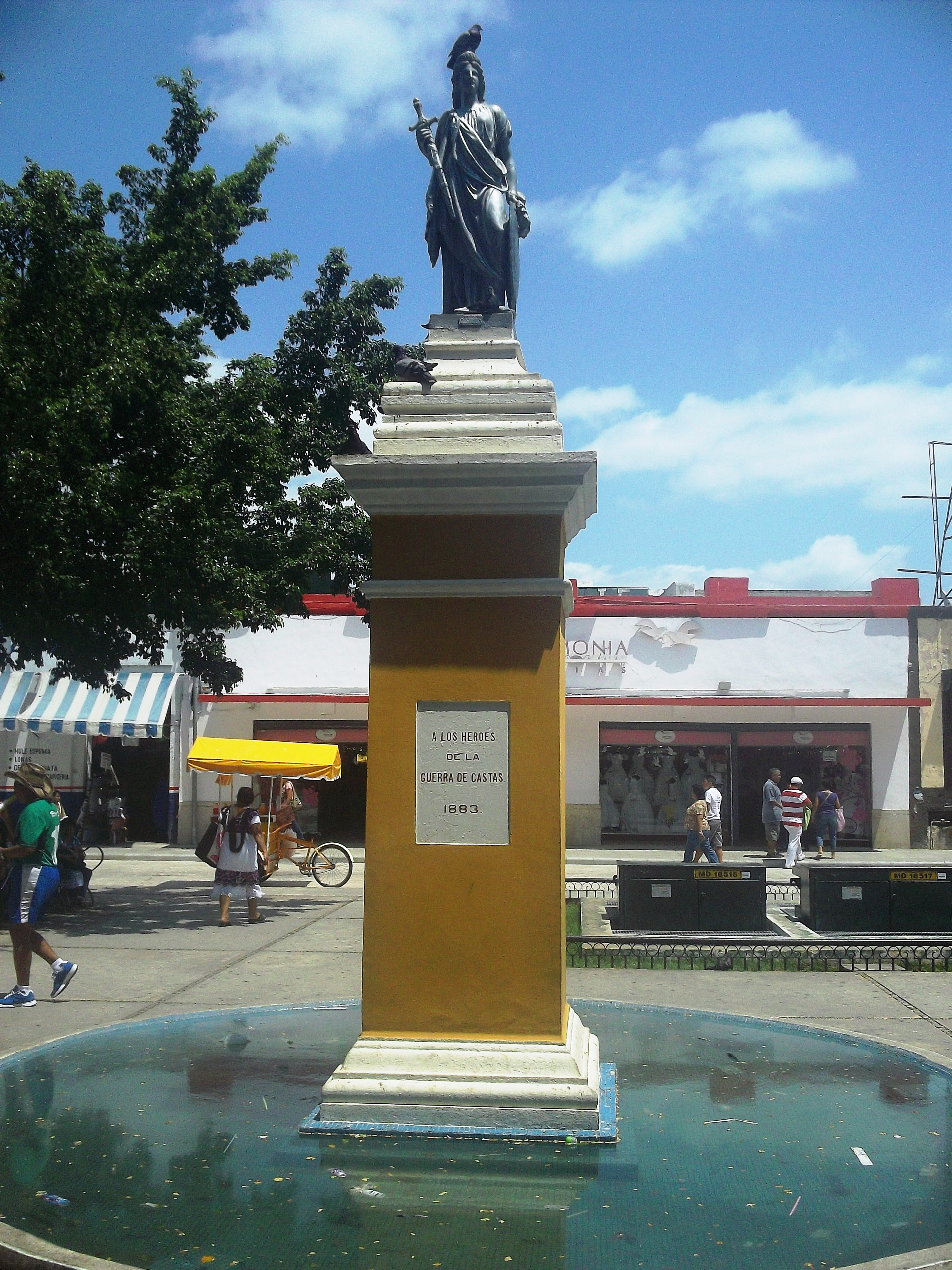
Monumento agli eroi della Guerra delle Caste eretto nel 1883 nel parco Eulogio Rosado.

Nel 1893 il Regno Unito stava in ottime relazioni con l'amministrazione messicana di Porfirio Díaz e gli investimenti britannici in Messico erano divenuti di molto maggiore importanza economica di quelli tra il Cruzob and Belize. Il Regno Unito firmò un trattato con il Messico riconoscendone la sovranità sulla regione, formalizzando i confini fra Messico e Honduras Britannico e chiudendo il confine della loro colonia ai commerci con i "ribelli" di Chan Santa Cruz. Poiché i mercanti erano la principale fonte di polvere nera e armi da fuoco di Chan Santa Cruz, questo fu un grave colpo per il Maya indipendente.
Nei precedenti decenni l'esercito messicano aveva tentato due volte di raggiungere la città di Chan Santa Cruz ma era stato sempre respinto. Nel 1901 il generale messicano Ignacio A. Bravo condusse le sue truppe all'occupazione della città e nei successivi anni egli sottomise tutti i villaggi intorno.
Bravo telegrafò la notizia che la Guerra era terminate il 5 maggio 1901. Mentre questa è la data più riconosciuta come fine della guerra, i combattimenti continuarono, sebbene su più piccola scala. Il 13 dicembre 1901 fu ordinato a New Orleans il materiale per la costruzione della Ferrovia Decauville Vigía Chico-Santa Cruz. Essa fu ufficialmente inaugurata il 4 settembre 1905.
Con la perdita del proprio capitale il Cruzob si divise in gruppi più piccoli, spesso celandosi in piccoli insediamenti nella giungla. Il loro numero si ridusse seriamente a causa di epidemie di morbillo e di vaiolo, malattie endemiche portate dalle truppe del generale Bravo.
Ispirati dalla permanente setta della "Croce Parlante", i Maya di Chan Santa Cruz rimasero ostili al governo messicano anche nel XX secolo. Per molti anni ogni non-Maya che entrava nella giungla di quello che oggi è lo stato di Quintana Roo era a rischio palese di venir ucciso. La combinazione di nuovi fattori economici, come l'ingresso nella regione dei cacciatori della compagnia produttrice di gomma da masticare Wrigley Company, e i cambiamenti sociali e politici che derivarono dalla Rivoluzione messicana ridussero infine odio e ostilità. In un modo o nell'altro la guerra e i conflitti armati continuarono per oltre 50 anni con una stima di 40 000–50 000 persone morte.
La guerra fu ufficialmente dichiarata terminata alla fine di settembre 1915 dal generale Salvador Alvarado. Il generale Alvarado, inviato dal governo rivoluzionario di Città del Messico per riportare l'ordine nello Yucatán, attuò delle riforme che più o meno eliminarono i conflitti che erano stati le cause delle guerre.
Sebbene la Guerra fosse stata ufficialmente dichiarata terminata nei precedenti decenni, i documenti mostrano che l'ultima volta in cui l'esercito messicano ritenne necessario di occupare con la forza un villaggio che non aveva mai riconosciuto le leggi messicane, fu nell'aprile 1933. Cinque soldati Maya e due messicani morirono nel villaggio di Dzula, nell'ultima scaramuccia di un conflitto che era durato oltre 85 anni.

## Il conflitto del Chiapas
Fin dalla fine del XX secolo un conflitto analogo era esistito nello stato messicano del Chiapas, nella parte meridionale del paese, dove la popolazione indigena aveva dichiarato guerra al governo messicano. L'Esercito Zapatista di Liberazione Nazionale (EZLN), il 1º gennaio 1994, il giorno in cui entrò in vigore il NAFTA, emise il suo primo comunicato dalla Selva Lacandona e le sue leggi rivoluzionarie. L'EZLN effettivamente dichiarò guerra al governo messicano, che considerava abbastanza fuori sintonia con la volontà del popolo, al punto di considerarlo delegittimato. L'EZLN mise l'accento sul fatto di aver optato per la lotta armata a causa della mancanza di risultati ottenuti con mezzi pacifici e proteste come sit-in e marce.